# 2,2,2-三硝基乙醇
2,2,2-三硝基乙醇是一种有机化合物，化学式为C2H3N3O7。它可以三硝基甲烷为原料来进行制备。
它和氯化异硫氰璜酰（ClSO2NCO）反应，可以得到氨基甲酸三硝基乙酯。它和4-氨基-4H-1,2,4-三唑反应，得到N-(2,2,2-三硝基乙基)-4H-1,2,4-三唑-4-胺。